# Fernando Pacheco
Fernando Pacheco Flores (ur. 18 maja 1992 w Badajoz) – hiszpański piłkarz występujący na pozycji bramkarza w hiszpańskim klubie UD Almería. Karierę rozpoczął w CD Obandino, następnie grał w CP Flecha Negra, zaś w 2006 roku trafił do Realu Madryt. Były młodzieżowy reprezentant Hiszpanii. W pierwszym zespole Realu Madryt zadebiutował 2 grudnia 2014 roku w meczu Copa del Rey na Estadio Santiago Bernabeu. Zachował czyste konto, Real Madryt pokonał UE Cornellà 5:0 i pewnie awansował do kolejnej rundy rozgrywek.